# Duomo di Montagnana
Il duomo di Santa Maria Assunta è il principale luogo di culto della città di Montagnana, in Veneto.
La chiesa, in stile tardo gotico con aggiunte di tipo rinascimentale, è stato edificata tra il 1431 e il 1502 per volere del vescovo di Padova e della comunità montagnanese. Sul primo architetto non si hanno informazioni precise ma certo è l'impegno dell'architetto Lorenzo da Bologna nella fase finale dei lavori.

## Storia
Dove ora sorge il Duomo, esisteva una chiesa più antica, costruita in stile romanico presumibilmente verso l'XI secolo. Nel corso del Quattrocento la comunità cittadina decise l'edificazione di una nuova chiesa più grande e prestigiosa, che diventasse il simbolo rappresentativo della crescita d'importanza della città.
Nel 1431 l'incarico della costruzione fu affidato a Cristoforo da Bolzano. I lavori procedevano lentamente, finché nel 1489 Lorenzo da Bologna assunse la direzione del cantiere, rivoluzionando la copertura e aggiungendo agli elementi gotici preesistenti, quelli nuovi, di impronta rinascimentale.

## Esterno
La chiesa si presenta con una pianta a croce latina con l'asse orientato secondo i punti cardinali, questo fa sì che a mezzogiorno i raggi del sole vadano a colpire le due sfere di pietra bianca presenti sulla facciata. Le notevoli dimensioni e la caratteristica posizione asimmetrica lo fanno sovrastare sul liston.
In facciata è presente un tondo scultoreo rappresentante la Madonna, opera di Lorenzo Bregno, terminata dopo la sua morte, avvenuta nel 1523, da Antonio Minello, entro il 1525.

### Campanile e campane
Il Duomo non possiede un proprio campanile, le cinque campane utilizzate per il servizio liturgico sono ospitate a breve distanza su una torre delle mura settentrionali che è stata rialzata e chiusa per creare una cella adatta ad accogliere i bronzi. Altre tre campane sono alloggiate su elementi gotici a coronamento della facciata del tempio e vengono utilizzate per il segnale orario, mentre un'ultima campana è collocata fuori servizio su una vela del tetto (sopra l'abside maggiore).

## Interno
Tra le opere presenti all'interno vanno menzionate la Trasfigurazione di Paolo Veronese, tre tavole di Giovanni Buonconsiglio detto il Marescalco (XVI secolo), una grande tela votiva riproducente la battaglia di Lepanto (1571), e due affreschi raffiguranti David e Giuditta attribuiti a Giorgione. La paternità di questi ultimi è stata ribadita recentemente ("Scolpire la pittura", ed. Donzelli, Roma 2020) dallo storico dell'arte Sergio Alcamo .
.

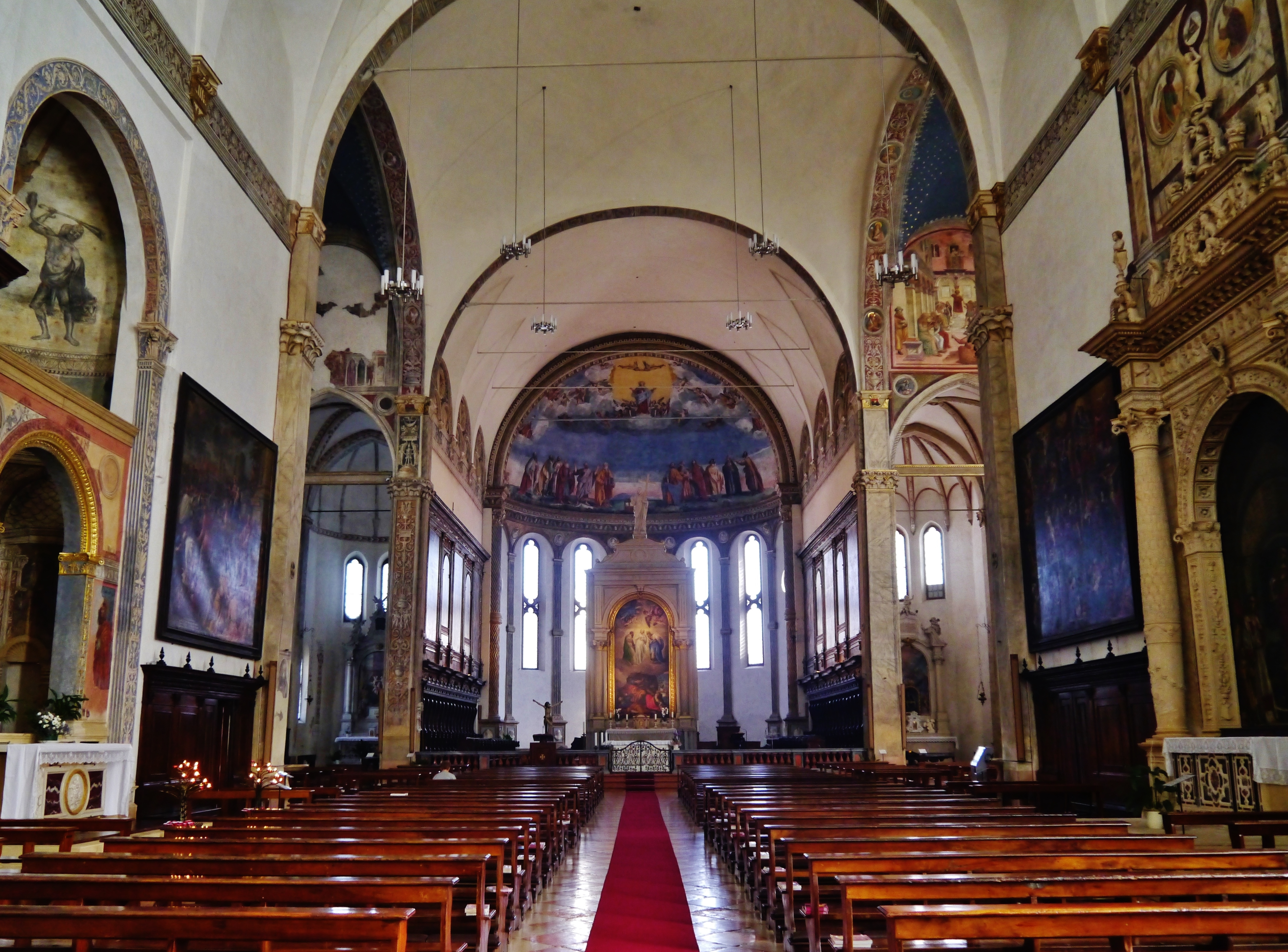
L'aula
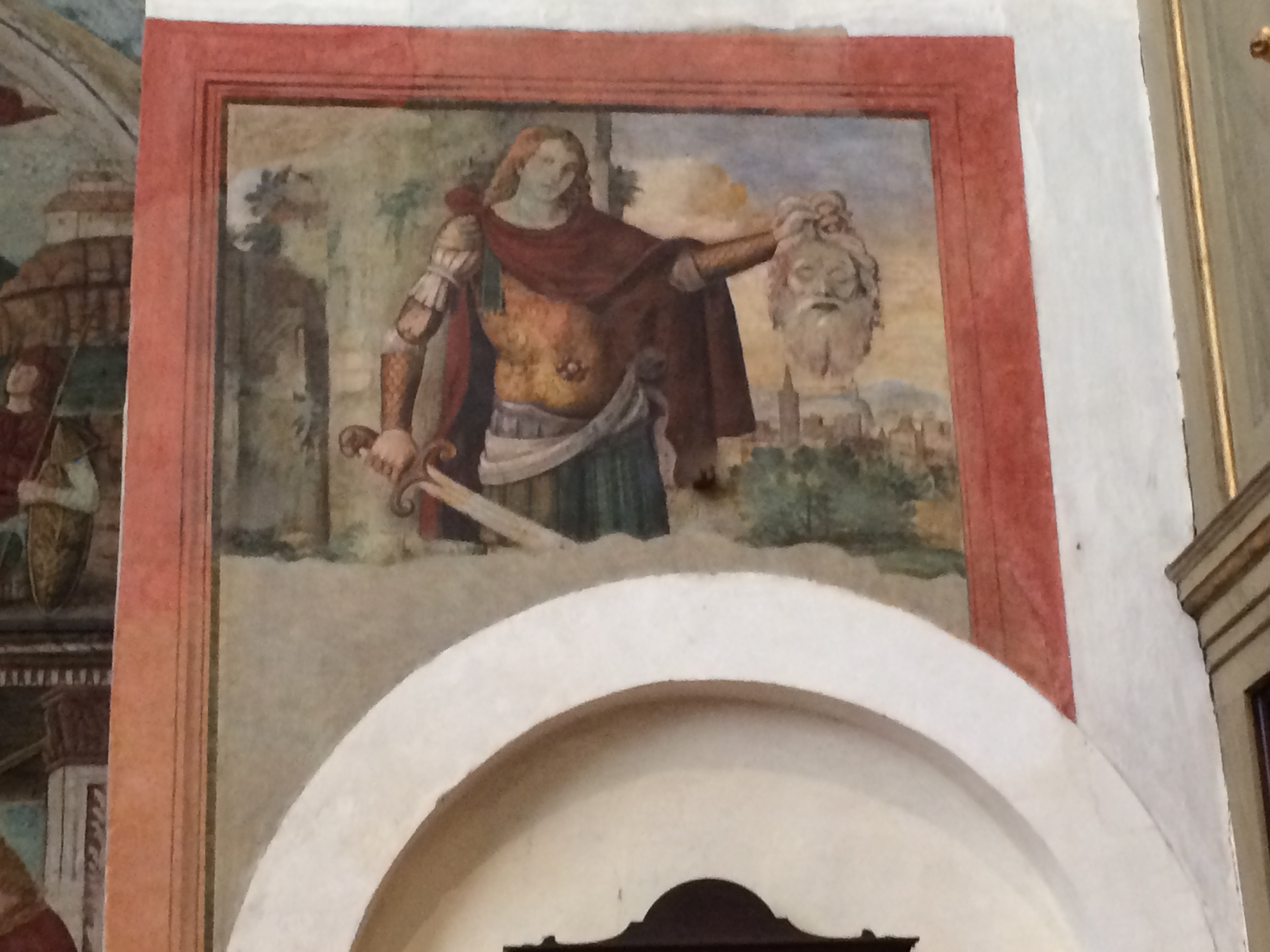
David
Giuditta
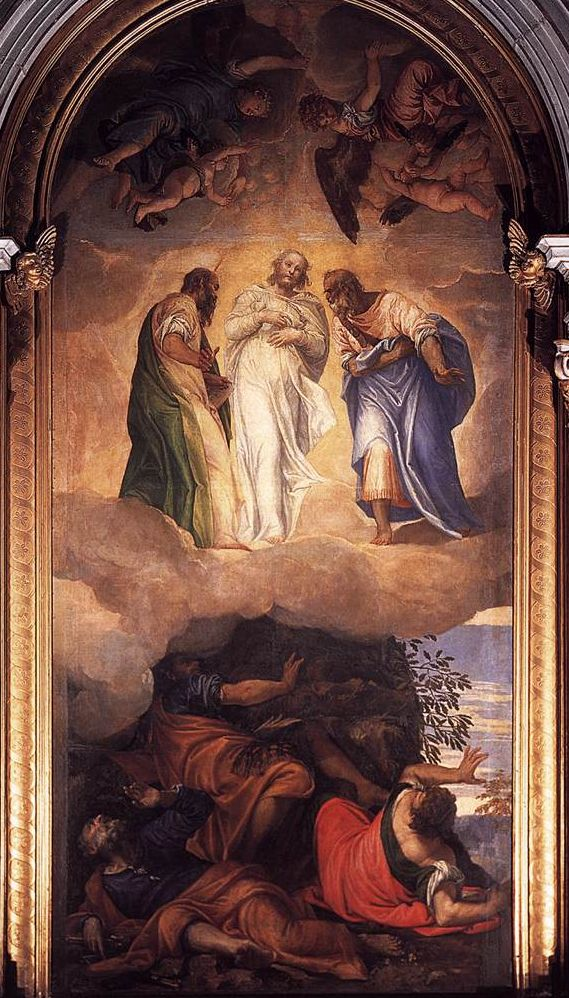
Trasfigurazione di Cristo di Paolo Veronese
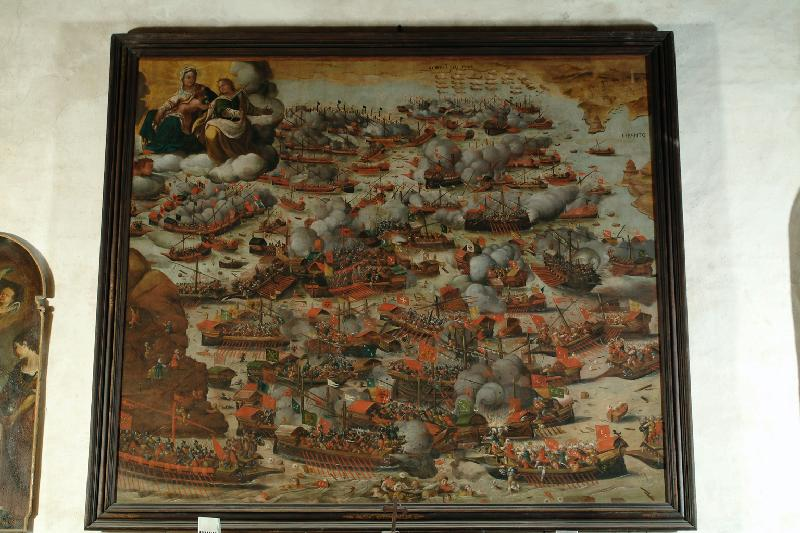
Battaglia di Lepanto

### Organo a canne
Il primo organo del duomo risaliva al 1566, e fu costruito a Venezia; venne modificato e spostato più volte, fino all'ultimo restauro a fine Settecento, dopo il quale fu collocato nella vicina chiesa di San Francesco. Lo strumento successivo fu costruito nel 1837, venne posto sulla cantoria in controfacciata, che fu smontata (così come lo strumento) negli anni trenta del Novecento. L'attuale organo venne costruito successivamente da Malvestio e collocato dietro l'altare sansoviniano, nell'abside maggiore dove si trova tuttora. Tra il 2021 e il 2022 lo strumento è stato restaurato e ampliato dall'organaro Patella.
Dispone di 52 registri suddivisi sulle due tastiere di 61 note ciascuna e la pedaliera concavo-radiale di 32 note, la trasmissione è elettronica.